# بیورن گلدشمیت
بیورن گلدشمیت (انگلیسی: Björn Goldschmidt؛ زادهٔ ۳ دسامبر ۱۹۷۹) قایقران کانو اهل آلمان است.